# Ödön Vajda

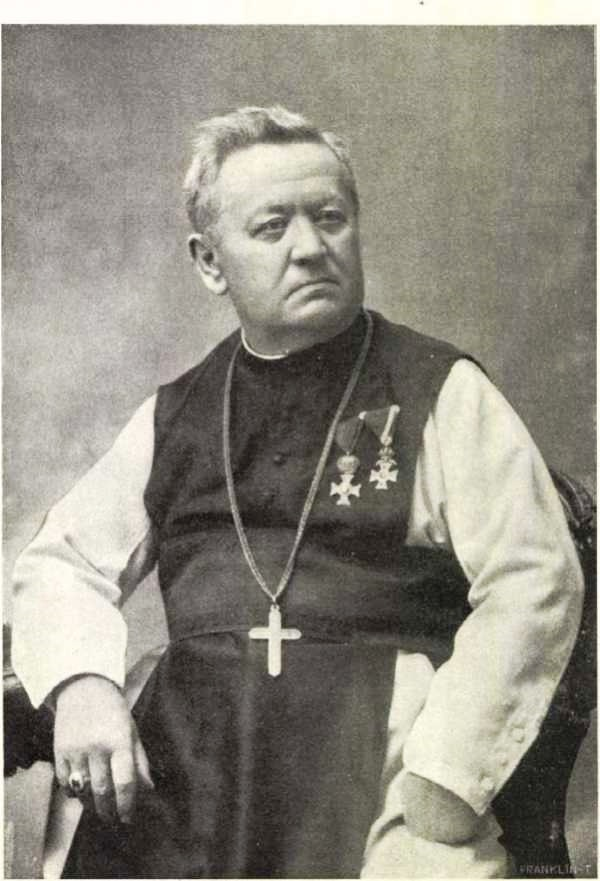
Ödön Vajda (1908)

Ödön Vajda (* 29. Januar 1834 in Kaposvár; † 9. Juli 1911 in Zirc) war ein ungarischer Zisterzienser, Gymnasiallehrer und Abt des Klosters Zirc.

## Leben
Pál Vajda wurde am 29. Januar 1834 in Kaposvár geboren. 1854 machte er sein Abitur am Gymnasium in Eger. 1852 trat er in den Zisterzienserorden ein, wo er den Ordensnamen Ödön erhielt. Er absolvierte seine theologischen Studien im Stift Heiligenkreuz und am Erzbischöflichen Lyzeum in Eger (heute Pädagogische Hochschule) und wurde am 13. Februar 1858 zum Priester geweiht. Nach Abschluss seines Theologiestudiums war er zwölf Jahre lang Lehrer für Griechisch und Geschichte in Székesfehérvár, bis er 1868 Verwalter in Előszállás (dt. Neuhof) wurde, wo er die Wirtschaft durch die Einführung neuer Produktionszweige rentabel machte. 1891 wurde er zum Abt der vereinigten ungarischen Zisterzienserabteien Zirc-Pásztó-Pilis-Szentgotthárd gewählt, ein Amt, das er bis zu seinem Tod im Jahr 1911 innehatte. Während seiner Amtszeit wurde am 22. November 1891, zur 800-Jahr-Feier des hl. Bernhard von Clairvaux, die renovierte Stiftskirche durch Bischof Károly Hornig von Veszprém feierlich eingeweiht.